# Bahnhof Inuyama
Der Bahnhof Inuyama (jap. 犬山駅, Inuyama-eki) ist ein Bahnhof auf der japanischen Insel Honshū. Er wird von der Bahngesellschaft Meitetsu (Nagoya Tetsudō) betrieben und befindet sich in der Präfektur Aichi auf dem Gebiet der Stadt Inuyama nördlich von Nagoya.

## Verbindungen
Inuyama ist ein Trennungsbahnhof an der Meitetsu Inuyama-Linie der Bahngesellschaft Meitetsu, die Nagoya mit Inuyama und Kakamigahara verbindet. Sämtliche auf dieser Strecke verkehrenden Züge halten hier. Besondere Bedeutung haben die während der Hauptverkehrszeit stündlich fahrenden µSky-Schnellzüge von Shin-Unuma über Meitetsu Nagoya und Ōtagawa zum Flughafen Chūbu. Hinzu kommen drei Gattungen von Eilzügen im Halbstundentakt mit unterschiedlichen Streckenverläufen. Die Rapid Limited Express verbinden Shin-Unuma mit Meitetsu Nagoya, Chiryū und Bahnhof Toyohashi, die Express verkehren von Shin-Unuma über Meitetsu Nagoya und Ōtagawa nach Kōwa, die Semi Express führen von Shin-Kani (an der Meitetsu Hiromi-Linie) über Inuyama und Meitetsu Gifu zum Flughafen Chūbu.
Nahverkehrszüge mit Halt an allen Bahnhöfen sind mit der Meitetsu Kakamigahara-Linie verknüpft und verkehren je nach Tageszeit im 15- oder 30-Minuten-Takt von Inuyama über Shin-Unuma nach Meitetsu Gifu. Ganztägig einen Viertelstundentakt gibt es auf der Meitetsu Komaki-Linie von Inuyama nach Kami-Iida, wo alle Züge zur U-Bahn Nagoya durchgebunden werden. Weitere Nahverkehrszüge im Halbstundentakt ergänzen die Semi Express auf der Meitetsu Hitomi-Linie zwischen Inuyama und Shin-Kani. Zwei Buslinien der Gesellschaft Meitetsu Bus sowie mehrere Linien des städtischen Busbetriebs bedienen Haltestellen auf dem östlichen Bahnhofsvorplatz.

## Anlage
Der Bahnhof befindet sich an der Grenze zwischen den zentralen Stadtteilen Fujimichō im Westen und Tenjinchō im Osten. Sehenswürdigkeiten in der Nähe sind die Burg Inuyama aus dem 15. Jahrhundert mit der davor gelegenen Burgstadt, die über eine Einkaufsstraße mit dem Rathaus erreichbar sind. Hinzu kommen ausgedehnte Wohnviertel. Die ebenerdige Anlage ist von Süden nach Norden ausgerichtet und umfasst sieben Gleise, von denen sechs dem Personenverkehr dienen. Diese liegen an drei überdachten Mittelbahnsteigen. Darüber spannt sich das Empfangsgebäude in Form eines Reiterbahnhofs, das auch eine frei nutzbare West-Ost-Fußgängerpassage umfasst. Der Zugang zu den Bahnsteigen erfolgt mittels Treppen, Rolltreppen und Aufzügen. Ein achtgeschossiger Annexbau an der Westseite enthält einen Supermarkt, ein Touristeninformationszentrum und Wohnungen. Ein zusätzliches Gleis im Südwesten dient zum Abstellen von Zügen.
Im Fiskaljahr 2019 nutzten durchschnittlich 17.532 Fahrgäste täglich den Bahnhof.

## Bilder

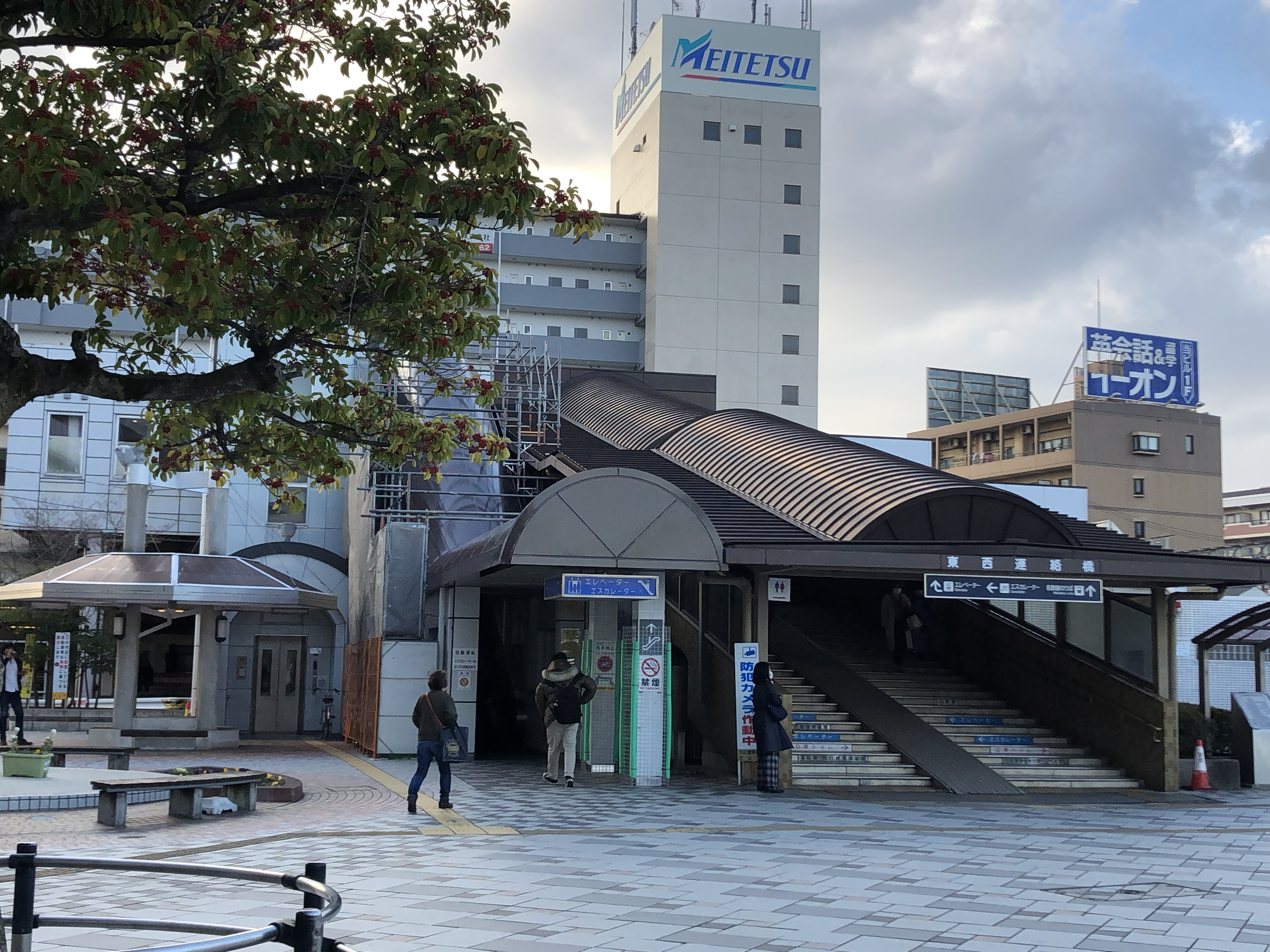
Eingang an der Ostseite
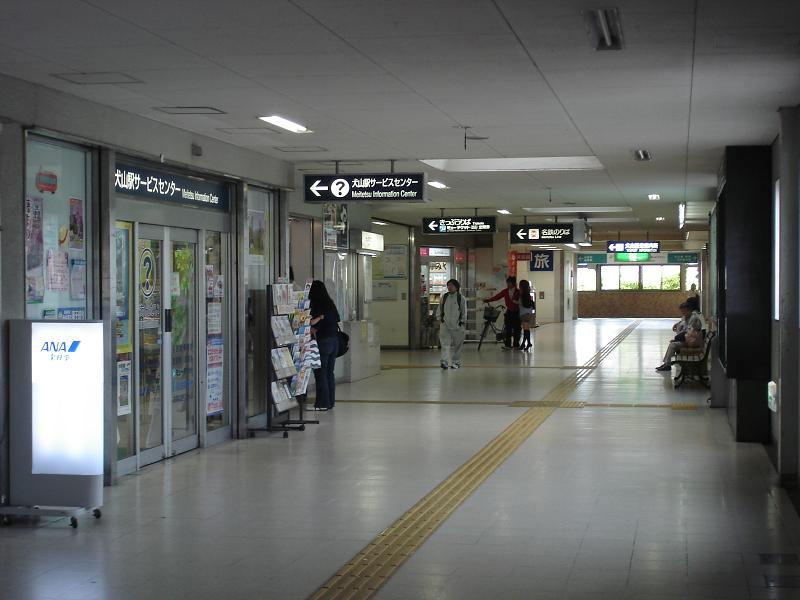
Fußgängerpassage
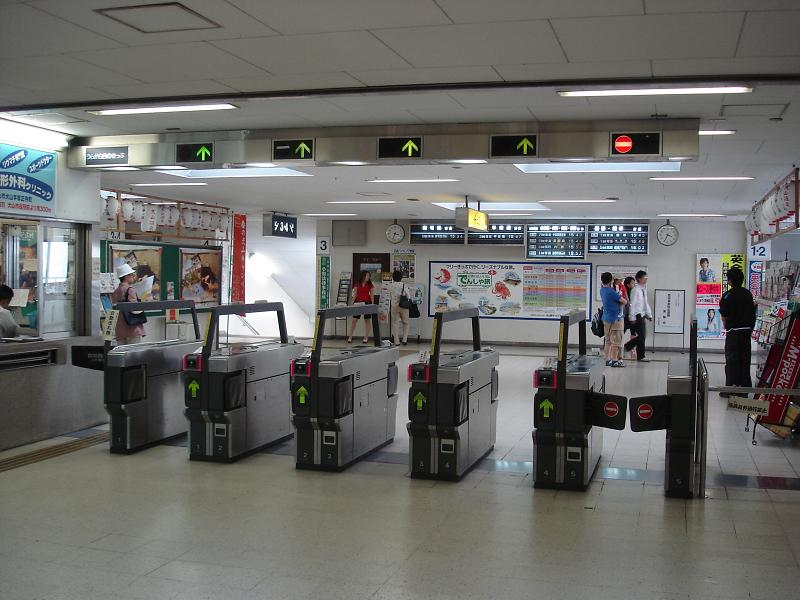
Bahnsteigsperren
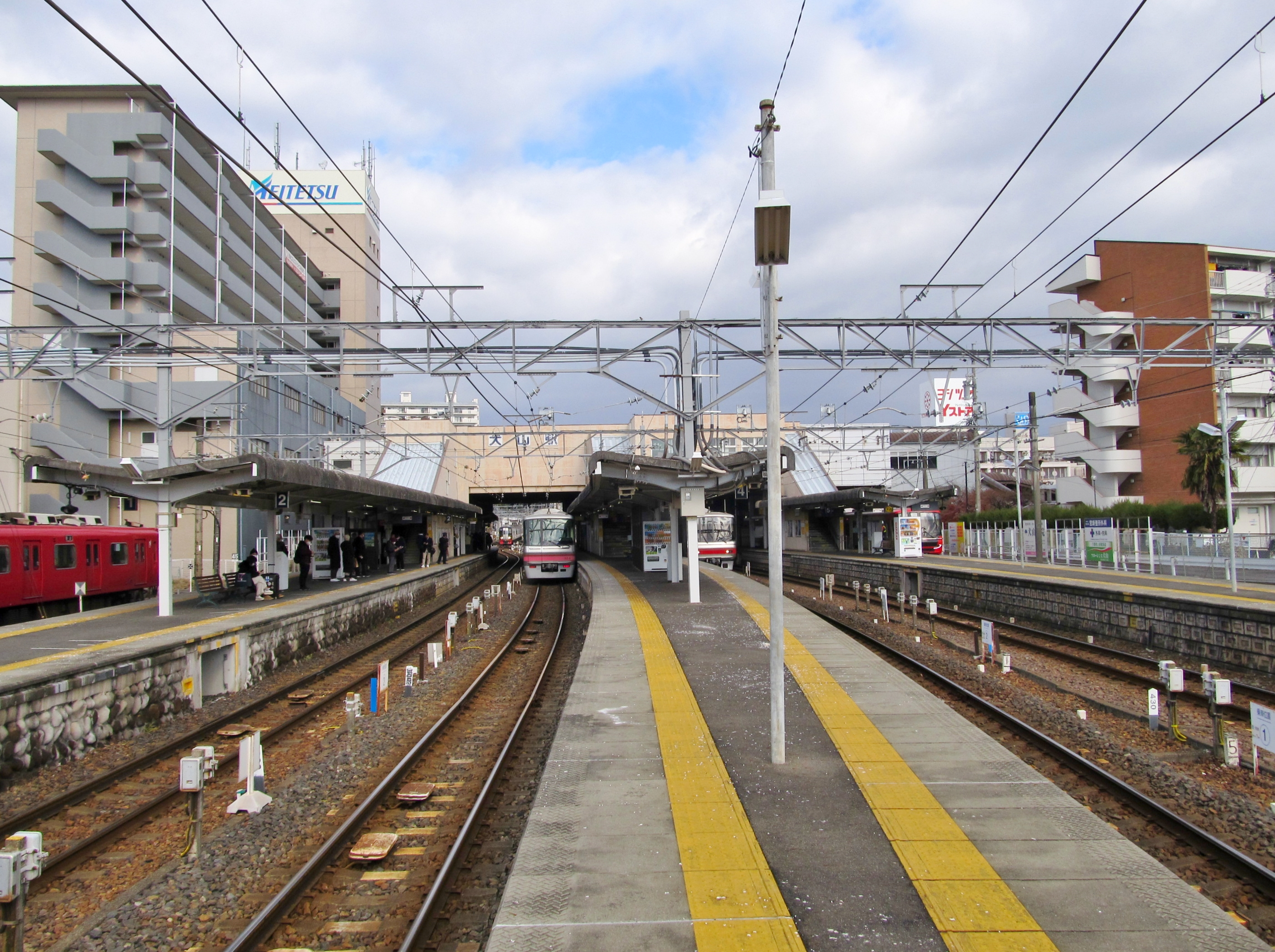
Bahnsteige
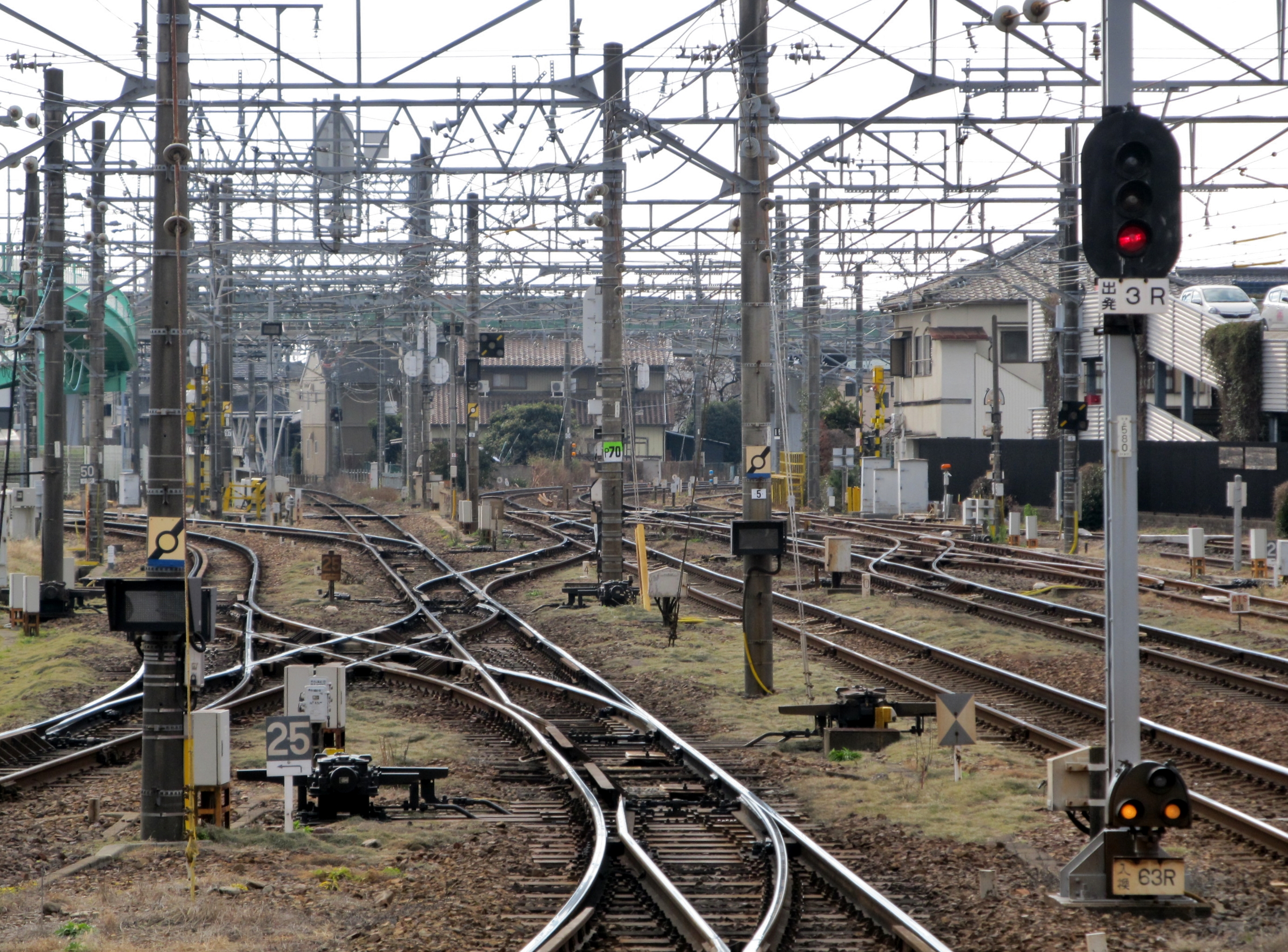
Gleisfeld
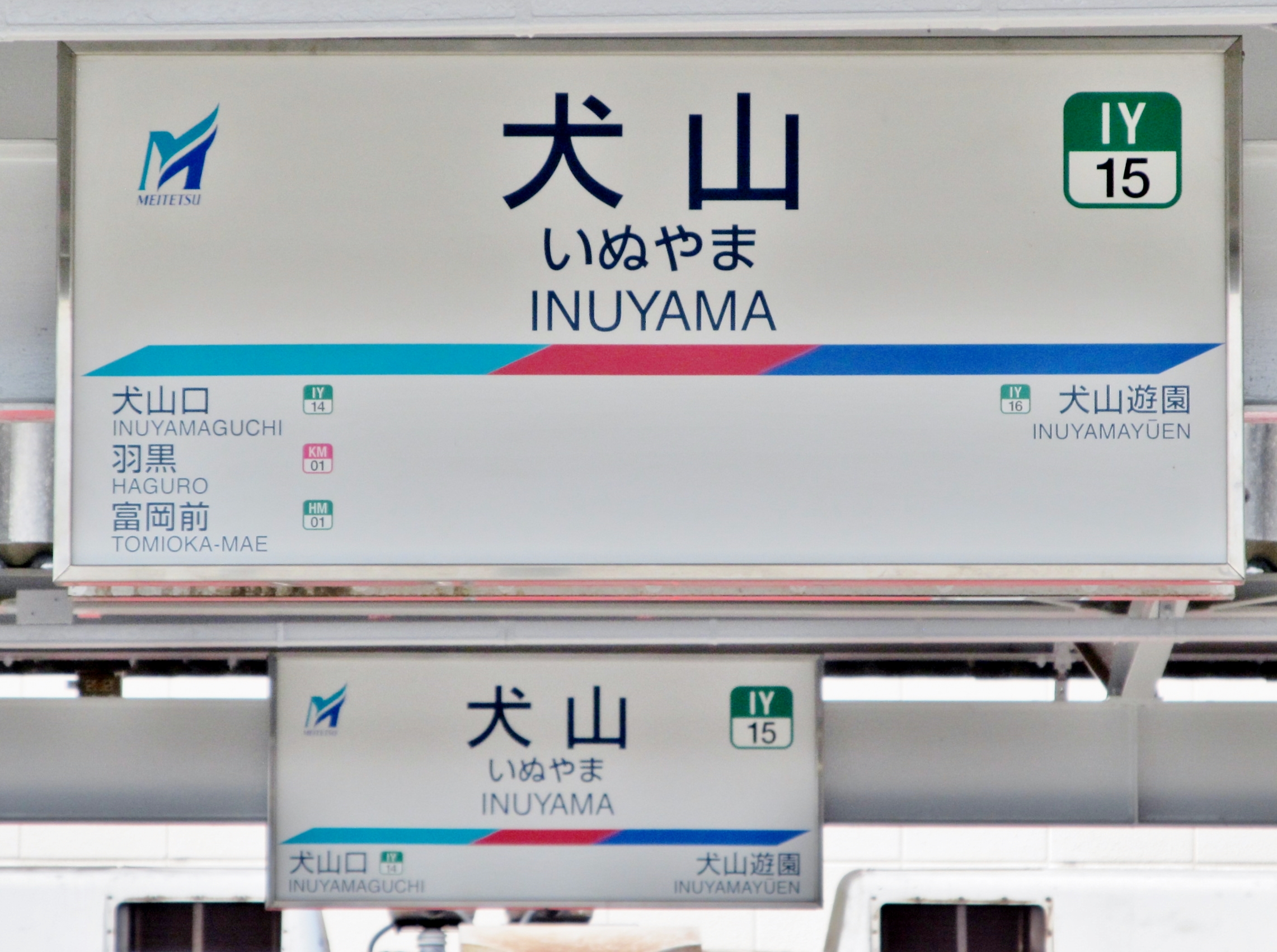
Bahnhofsschild

## Gleise

Gleisplan

| 1   | ▉ Meitetsu Inuyama-Linie | Shin-Unuma • Meitetsu Gifu      |
| 2   | ▉ Meitetsu Inuyama-Linie | Iwakura • Meitetsu Nagoya       |
| 3   | ▉ Meitetsu Komaki-Linie  | Komaki • Kami-Iida • Heian-dōri |
| 4/5 | ▉ Meitetsu Inuyama-Linie | Shin-Unuma • Meitetsu Nagoya    |
| 6   | ▉ Meitetsu Hiromi-Linie  | Shin-Kani                       |

## Linien
| Verlauf der Meitetsu Hiromi-Linie                                                                                                |
| --- |
| Inuyama • Tomioka-mae • Zenjino • Nishi-Kani • Kanigawa • Nihonrain-Imawatari • Shin-Kani • Akechi • Gōdo • Mitakeguchi • Mitake |

| Verlauf der Meitetsu Inuyama-Linie |
| --- |
| Biwajima-Gleisdreieck • Shimo-Otai • Naka-Otai • Kami-Otai • Nishiharu • Tokushige-Nagoyageidai • Taisanji • Iwakura • Ishibotoke • Hotei • Kōnan • Kashiwamori • Fusō • Kotsuyōsui • Inuyamaguchi • Inuyama • Inuyama-Yūen • Shin-Unuma |

| Verlauf der Meitetsu Komaki-Linie |
| --- |
| Kami-Iida • Ajima • Ajiyoshi • Kasugai • Ushiyama • Manai • Komakiguchi • Komaki • Komakihara • Ajioka • Tagata-jinja-mae • Gakuden • Haguro • Inuyama |

## Geschichte
Die Bahngesellschaft Nagoya Denki Tetsudō (eine Vorgängerin der Meitetsu) eröffnete den Bahnhof am 6. August 1912, zusammen mit dem von Biwajima bis hierhin führenden Abschnitt der Inuyama-Linie. Am 24. April 1925 folgte die Inbetriebnahme eines Abschnitts der späteren Hiromi-Linie zwischen Inuyama und Imawatari, am 2. Mai 1926 kam die Verlängerung der Inuyama-Linie nach Inuyama-Yūen hinzu. Schließlich ging am 29. April 1931 das Teilstück Komaki–Inuyama der Komaki-Linie in Betrieb, wodurch der Bahnhof nun aus vier verschiedenen Richtungen erreichbar war. Aus Rationalisierungsgründen stellte die Meitetsu am 10. Februar 1966 den Güterumschlag ein und legte am selben Tag auch das 200 Meter lange Anschlussgleis zum Unitika-Chemiewerk still.
Da der Bahnhof allmählich an seine Kapazitätsgrenzen stieß, begannen im Februar 1984 umfangreiche Modernisierungsarbeiten. Sie umfassten den Bau einer neuen Ost-West-Fußgängerpassage sowie die Erweiterung der Gleisanlage von vier Gleisen an zwei Bahnsteigen auf sechs Gleise an drei Bahnsteigen; diese Arbeiten waren im Februar 1985 abgeschlossen. 1990 wurden am Westausgang Rolltreppen installiert, ein Jahr später auch am Ostausgang. Zum Abschluss öffnete das neue Empfangsgebäude an der Westseite seine Tore am 4. Februar 1992.